# Apogonia rauca
Apogonia rauca är en skalbaggsart som beskrevs av Fabricius 1781. Apogonia rauca ingår i släktet Apogonia och familjen Melolonthidae. Inga underarter finns listade i Catalogue of Life.